# Старомусино (Кармаскалинский район)
Старому́сино (баш. Иҫке Муса) — деревня в Кармаскалинском районе Башкортостана. Административный центр Старомусинского сельсовета.

## Географическое положение
Расстояние до:
- районного центра (Кармаскалы): 17 км,
- ближайшей ж/д станции (Карламан): 26 км.

## Население
| 2002 | 2009 | 2010 |
| ---- | ---- | ---- |
| 758  | ↘555 | ↗580 |

### Национальный состав
Согласно переписи 2002 года, преобладающая национальность — башкиры (80 %).

## Религия
В деревне находится мечеть

## Известные уроженцы
- Аминов, Рим Файзрахманович (род. 1941) — советский и российский театральный актёр. Народный артист Республики Башкортостан.
- Батырова, Банат Хайрулловна (1904—1970) — первая женщина Герой Социалистического Труда в Башкирской АССР.
- Газизов, Мустафа Шакирович (1923—2005) — советский военнослужащий, старший лейтенант. Полный кавалер ордена Славы.